# Roman néolatin
Le Roman néolatin, ou simplement appelé néolatin, (Romance neolatino en néolatin),, est une langue panromane, c'est-à-dire une variété linguistique codifiée à base de langues romanes, représentative de l'ensemble des langues latines,. On peut la considérer comme une proposition de langue standard pour toute la famille linguistique romane, et en même temps une langue construite zonale, étant le résultat d'une codification linguistique à partir d'un groupe concret, en l'occurrence, les langues latines,. Cette langue zonale se limite strictement au domaine linguistique, sans englober aucun aspect social ou politique.

## Introduction
Le néolatin émerge comme une langue standard fondée strictement sur les langues romanes, à la différence d'autres projets linguistiques similaires comme l'Interlingua. L'interlingua est un projet de langue artificielle, créé par l’International Auxiliary Language Association (IALA), dont l'objectif initial était d'évaluer les langues artificielles existantes et de faire les recommandations nécessaires pour l'adoption d'une langue commune parmi elles. Après avoir conclu qu’aucune des langues existantes n'était entièrement apte à être utilisée comme langue internationale, l'IALA mit à disposition, après plusieurs années d'études et de travail, un dictionnaire de 20 000 termes et une grammaire minimale de ce qui allait devenir la nouvelle langue interlingua.
Le néolatin, en revanche, ne se base sur aucune langue artificielle, mais est élaboré selon des critères recommandés par la science linguistique. L'objectif principal du néolatin n'est pas de promouvoir l'adoption d'une langue auxiliaire internationale pour le monde entier, mais de favoriser la communication entre « les divers peuples néolatins [parlants de langues romanes] à travers leurs propres langues : le roman » (Martín Rincón, 2016). Le néolatin, contrairement à l'interlingua, n'utilise pas de principes innovants, mais repose sur la théorie de la codification développée par des linguistes comme Lamuela, Castellanos et Sumien. Son développement prend en compte l'ensemble du système linguistique roman.
L'objectif initial de cette langue est donc de faciliter, mais aussi de valoriser, la communication pan-latine. C'est pourquoi le projet de cette langue, appelé proprement Via Neolatina, cherche à retrouver l'essence originelle des langues latines ou romanes ainsi que leurs standards traditionnels. Le modèle linguistique proposé est une synthèse de la variation romane, cherchant à représenter l'ensemble du domaine roman : une variété nouvelle et commune, mais aussi naturelle et plurielle, qui permet à ses locuteurs de communiquer dans le monde latin (pays et régions parlant des langues romanes). C'est aussi une langue utile pour les non-locuteurs de langues latines comme voie d'accès simplifiée à ces langues.
En tant que langue construite à base romane, elle présente plusieurs avantages que d’autres langues construites sans base romane ne possèdent pas, par exemple :
- C'est une langue compréhensible pour une communauté de plus de 800 millions de locuteurs de langues latines.
- Elle est très flexible et adaptable aux usages, besoins et intérêts spécifiques des différents locuteurs romans.
- Elle constitue une porte d’entrée centrale pour les non-romanophones.
- Elle fait également office de pont entre les langues romanes elles-mêmes (tant actuelles qu’anciennes ou éteintes, y compris le latin), car elle est plus efficace pour la traduction entre langues romanes, en raison de l’unité de sa syntaxe et de sa grammaire.

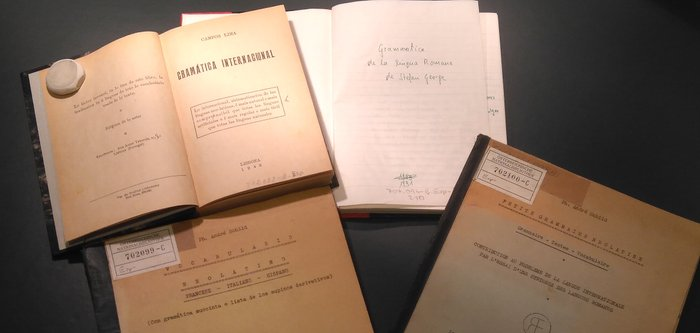
Projets linguistiques antérieurs au roman néolatin.

Aux côtés du roman néolatin, il existe également d’autres projets parallèles dans d’autres familles linguistiques européennes. Parmi ceux-ci, le plus avancé et développé est l’interslave. Les locuteurs des langues latines entrent en contact, en Europe, avec les deux autres grandes familles linguistiques : les langues germaniques et les langues slaves. Le développement de l'interslave moderne a commencé en 2006 sous le nom de Slovianski, par une équipe de linguistes de différents pays dirigée par Jan van Steenbergen. Ce n’est que plusieurs années plus tard que le projet prit le nom actuel d'interslave. Il fusionna ensuite avec un autre projet similaire de langue slave commune, le nouveau slave, porté par le linguiste tchèque Vojtěch Merunka. Cette même année eut lieu le Premier Congrès International de la langue interslave dans la ville tchèque de Nové Město.
Il existe plusieurs précédents à cette langue néolatine, certains d'entre eux codifiés comme langues auxiliaires. Déjà en 1947, André Schild créa une langue appelée néolatin. Ensuite, en 1948, un linguiste portugais, João Campos Lima, proposa une langue nommée internacional comme voie de communication internationale alternative à l'espéranto. Plus tard, en 2001, Richard Sorfleet et Josu Lavin créèrent l' interlingua romanica, puis, en 2017, Raymund Zacharias et Thiago Sanctus développèrent l' interromanico, également comme propositions pour la communication pan-latine. En 2010, une autre proposition fit son apparition, celle du linguiste Clayton Cardoso, l'olivarianu, mais dans ce cas il s’agissait d’une langue artificielle artistique insérée dans un monde de fiction.